# Michel Particelli

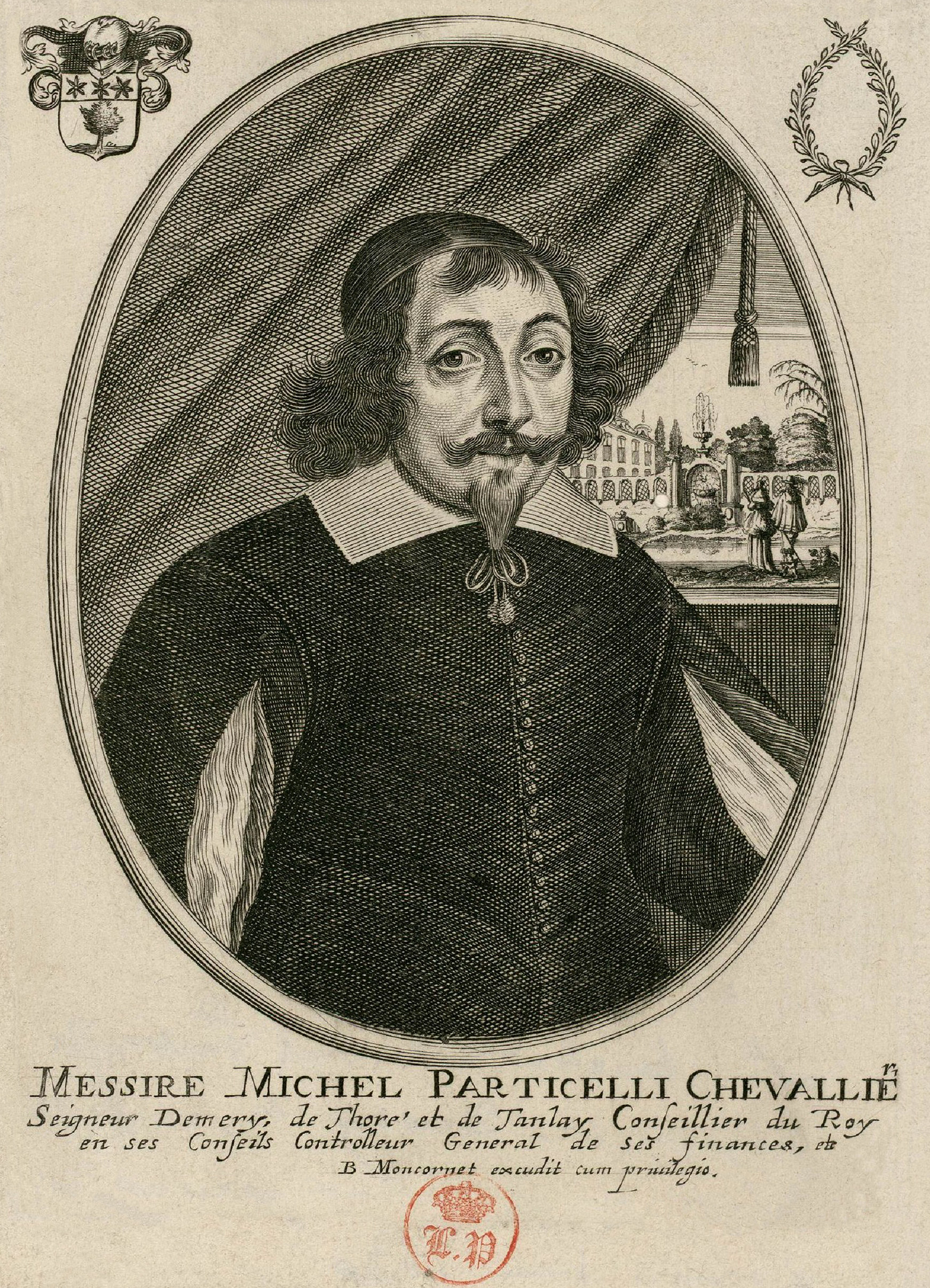
Messire Michel Particelli Chevalier, Porträt von Balthasar Moncornet

Michel Particelli d’Émery oder Particelle d’Hémery (* 6. Juni 1596 in Lyon; † 25. Mai 1650 in Paris) war Berater von Richelieu unter Ludwig XIII.

## Leben
Michel Particelli war der Sohn eines Bankiers aus Lyon aus einer aus Lucca in Italien stammenden Familie. Im Juli 1632 war er der Kommissar von König Ludwig XIII. bei den États du Languedoc. Auf Befehl von Henri II. de Montmorency, dem Gouverneur des Languedoc, wurde er in Pézenas verhaftet. Seine Verhaftung war eine Herausforderung der königliche Macht, die einige Wochen später durch die Verhaftung Montmorencys und durch seine Enthauptung beendet wurde. 1640 war er französischer Botschafter in Turin.
1643 wurde Particelli d’Émery von Mazarin zum Surintendant des Finances und am 16. Juli 1647 , nachdem zwischenzeitlich ein anderer diese Aufgabe hatte, erneut zum Surintendant des Finances ernannt, nachdem der 1646 die erste Idee für die Akzise aufgebracht hatte. eine Abgabe auf alle Waren, die für den Verbrauch in der Stadt Paris bestimmt waren, die bei der Einreise in die Hauptstadt sowohl auf dem Land- als auch auf dem Wasserweg ohne Unterschied der Personen nach einem Tarif zu entrichten war, eine Art Oktroi oder Zollgebühr. Dies war das Édit du Tarif. Sein Machtmissbrauch zog ihm den Hass des Volkes zu, während seine Reformversuche ihn bei den Adligen verhasst machten. Um den finanziellen Anforderungen des französisch-spanischen Krieges gerecht zu werden, führte er 1644 die Toisé-Steuer und die Taxe des Aisés, eine Steuer für Wohlhabende, ein. Diese Steuern waren einer der Ursprünge der Fronde. Am 9. Juli 1648 wurde er geopfert (an seine Stelle trat Charles de La Porte, der Maréchal de la Meilleraye), aber schon im nächsten Jahr, am 8. November 1649 erneut berufen. Er starb am 25. Mai 1650.
Voltaire erzählt in seiner Histoire du parlement de Paris die folgende Geschichte (wobei er ihn fälschlicherweise als Italiener bezeichnet, obwohl er in Lyon geboren wurde): „Die ärmsten Einwohner von Paris hatten außerhalb der alten Stadtgrenzen ärmliche Häuser oder Hütten gebaut. Ein Italiener namens Particelli d’Émery, ein Günstling des Kardinals und Generalkontrolleur, kam auf die Idee, eine ziemlich hohe Steuer auf diese armen Familien zu erheben. Sie versammelten sich und trugen ihre Klagen in Scharen zur Großen Kammer, nicht ohne von mehreren Mitgliedern der Untersuchungen aufgehetzt zu werden, die die Versammlung der Kammern forderten, um die Sache der Armen gegen das Ministerium zu richten. Diese Ungeschicklichkeit der Regierung empörte ganz Paris; sie lehrte das Volk zu murren und sich zusammenzuschließen.“
Später hieß es: „Man schrie noch mehr gegen den Italiener Particelli d’Émery, der Surintendant geworden war, der einst in Lyon dazu verurteilt worden war, gehängt zu werden, und der durch Schurkerei auf die Spitze des Reichtums gelangt war. Der öffentliche Aufschrei war so laut, die Fraktionen so hartnäckig, dass der Hof sich gezwungen sah, sich zu beugen. Er verbannte den Surintendant auf seine Ländereien und versprach die Abschaffung der Intendanten der Provinzen.“
Er schreibt auch in Le Siècle de Louis XIV: „Der Surintendant war damals ein sienesischer Bauer namens Particelli d’Émery, dessen Seele niedriger war als seine Geburt und dessen Prunk und Ausschweifungen die Nation empörten. Dieser Mann erfand teure und lächerliche Mittel. Er schuf Ämter für Kontrolleure von Reisigbündeln, für Geschworene, die Heu verkauften, für Berater des Königs, die Wein ausriefen; er verkaufte Adelsbriefe. Die Renten auf das Pariser Rathaus beliefen sich damals nur auf fast elf Millionen. Den Rentnern wurden einige Viertel abgezogen; die Eintrittsgebühren wurden erhöht; es wurden einige Ämter für Maîtres des requêtes geschaffen; den Magistraten wurden rund achtzigtausend Écu an Gagen vorenthalten. Es ist leicht zu beurteilen, wie sehr die Gemüter gegen zwei Italiener aufgebracht wurden, die beide ohne Vermögen nach Frankreich gekommen waren, sich auf Kosten der Nation bereichert hatten und die ihnen so viel Angriffsfläche boten. Das Pariser Parlement, die Maîtres des requêtes, die anderen Gerichte und die Rentiers wurden in Aufruhr versetzt. Vergeblich nahm Mazarin seinem Vertrauten Émery die Surintendantur weg und verbannte ihn auf eine seiner Ländereien: man empörte sich noch darüber, dass dieser Mann Land in Frankreich besaß.“
Das Schloss Tanlay in Burgund, das nach einer ersten Baukampagne (1555–1568) unvollendet blieb, wurde zwischen 1643 und 1649 vom Architekten Pierre Le Muet für Michel Particelli d’Émery fertiggestellt (es besteht noch fast unverändert).
Seine Tochter Marie († 23. August 1670) aus seiner Ehe mit Anna (alias Marie) Le Camus heiratete per Ehevertrag vom 1. August 1635 Louis Pélypeaux (1599–1681), Seigneur de La Vrilliére, Marquis de Châteauneuf et de Tanlay.